# CHa-114
CHa-114 — мисливець за підводними човнами Імперського флоту Японії, який взяв участь у Другій світовій війні.
Корабель відносився до нідерландських патрульних кораблів типу B, дванадцять з яких (номери від B1 до B12) споруджували на сході острова Ява в Сурабаї на верфях Droogdok Maatschappij або Marine Etablissement. Жоден з них не був завершений до захоплення Нідерландської Ост-Індії японцями, які в подальшому добудували сім корпусів як допоміжні мисливці за підводними човнами (при цьому не існує відомостей, який саме із нідерландських кораблів співвідноситься з тим чи іншим японським мисливцем). 
Добудову CHa-114 завершили 23 червня 1944-го. Корабель включили 21-ї спеціальної військово-морської бази, що мала штаб у Сурабаї (головна база на сході острова Ява) та належала до Другого Південного Експедиційного флоту (відповідав за контроль над окупованими територіями Індонезії). 
Кілька місяців CHa-114 ніс патрульно-ескортну службу в районі Сурабаї, а починаючи з вересня діяв західніше та певний час ескортував транспорти із відвіданням Пангкалану (західна Ява), Сінгапуру, Сеттенхему (наразі Кланг, західне узбережжя півострова Малакка) та Белавану (північне узбережжя Суматри). 12 жовтня 1944-го підводний човен потопив один з таких транспортів, після чого CHa-114 провів безрезультатну контратаку. 
Наприкінці грудня 1944-го CHa-114 повернувся до Сурабаї, після чого, зокрема, діяв в районі протоки Ломбок, через яку часто проходили ворожі субмарини.
15 квітня 1945-го в морі Балі неподалік від східного завершення острова Балі CHa-114 був важко пошкоджений підводним човном – або британським HMS Stygian, або американським USS Hawkbill. Торпеда потрапила у кормову частину та вивела з ладу гвинт та кермо, так що судно почало дрейфувати. За кілька годин корабель уразила друга торпеда, втім, він і на цей раз не затонув, а був винесений на берег, де з нього демонтували озброєння та обладнання.